# 94.ª Divisão de Infantaria (Alemanha)
A 94ª Divisão de Infantaria (em alemão:94. Infanterie-Division) foi uma unidade militar que serviu no Exército alemão durante a Segunda Guerra Mundial.

## Comandantes
| Comandante                               | Data                                          |
| ---------------------------------------- | --------------------------------------------- |
| General der Infanterie Hellmuth Volkmann | 25 de setembro de 1939 - 21 de agosto de 1940 |
| General der Artillerie Georg Pfeiffer    | 21 de agosto de 1940 - 29 de janeiro de 1943  |
| Reformada                                |                                               |
| General der Artillerie Georg Pfeiffer    | 1 de março de 1943 - 2 de janeiro de 1944     |
| Generalleutnant Bernhard Steinmetz       | 2 de janeiro de 1944 - 22 de abril de 1945    |

## Área de operações
| Alemanha                   | setembro de 1939 - maio de 1940   |
| França                     | maio de 1940 - junho de 1941      |
| Frente Oriental, setor sul | junho de 1941 - outubro de 1942   |
| Stalingrado                | outubro de 1942 - janeiro de 1943 |
| Reformada                  |                                   |
| França                     | de março de 1943 - agosto de 1943 |
| Itália                     | agosto de 1943 - abril de 1945    |